# 퓰리처상 특집 사진 부문

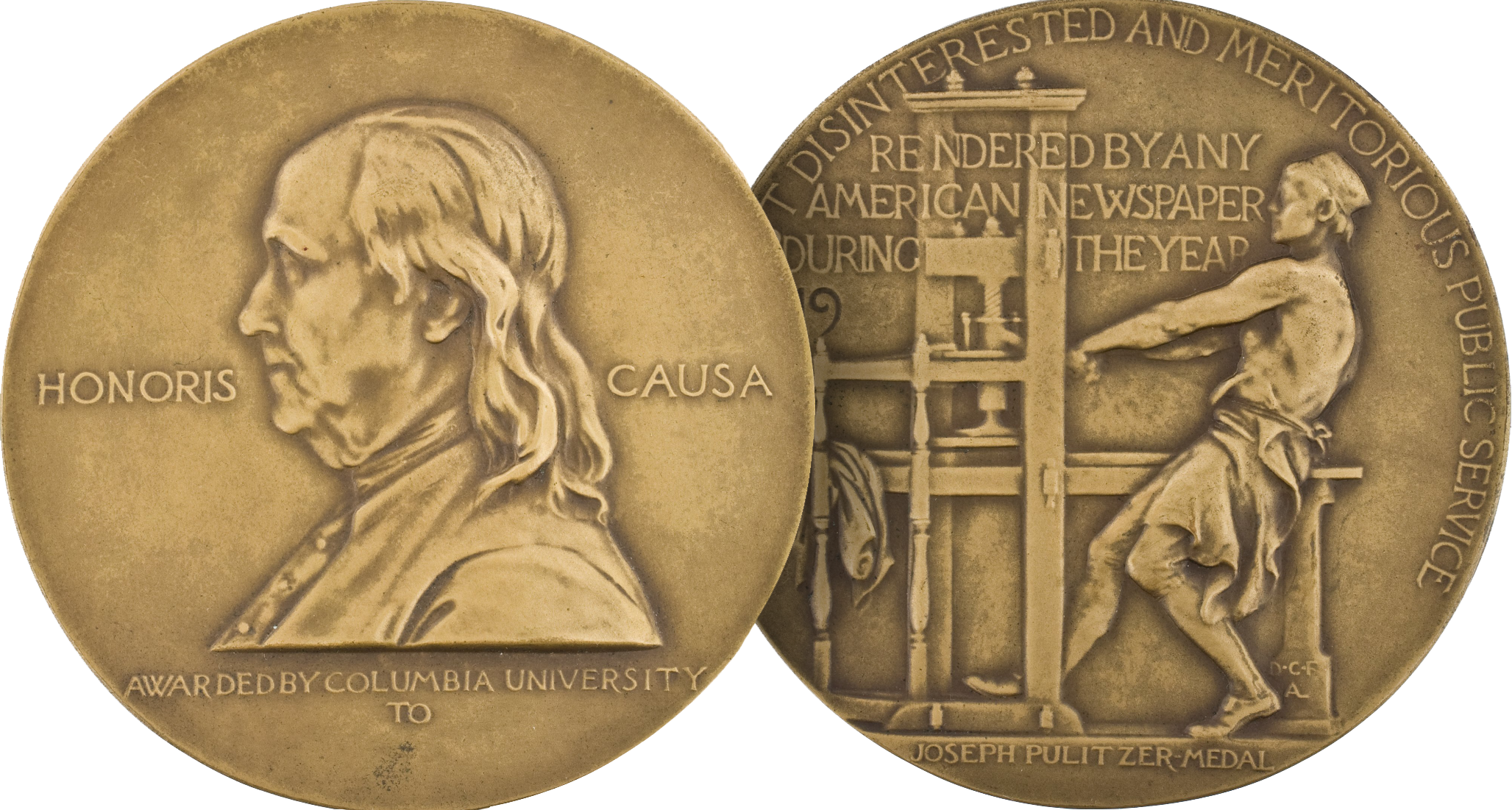

퓰리처상 특집 사진 부문(Pulitzer Prize for Feature Photography)은 미국의 시상식인 퓰리처상의 14개의 저널리즘 분야 중 하나이다.

## 수상 내역
- 1980년 무명씨 -> 2007년 자한지르 라즈미(Jahangir Razmi)
- 1990년 디트로이트 무가지
- 1991년 댈러스모닝뉴스: 루마니아에서 인간 이하의 조건에서 생활하는 환자와 고아
- 1992년 톨레도 블록신문
- 1993년 1992 대통령선거 캠페인 스탭
- 1994년 뉴욕 타임스
- 1995년 프리랜서 기자
- 1996년 Stephanie Welsh(프리랜서 기자)
- 1997년 Alexander Zemlianichenko(프리랜서 기자)
- 1998년 LA 타임스
- 1999년 Photo Staff of Associated Press
- 2000년 워싱턴 포스트
- 2001년 Matt Rainey of The Star-Ledger, Newark, NJ
- 2002년 뉴욕 타임스
- 2003년 LA 타임스
- 2004년 LA 타임스
- 2005년 Deanne Fitzmaurice of San Francisco Chronicle
- 2006년 록키마운틴뉴스
- 2007년 Renée C. Byer of The Sacramento Bee
- 2008년 콩코드 모니터
- 2009년 뉴욕 타임스
- 2010년 덴버 포스트
- 2011년 LA 타임스
- 2012년 덴버 포스트
- 2013년 Javier Manzano(프리랜서 사진가)
- 2014년 뉴욕 타임스
- 2015년 뉴욕 타임스: 에볼라 참사 보도
- 2016년 (?) (2016년은 미완성입니다.)
- 2017년 E. Jason Wambsgans(E 제이슨 웜브스갠스)